# Кошари (селище)
Кошари — селище в Україні, у Ровеньківській міській громаді Ровеньківського району Луганської області. Населення становить 817 осіб. Орган місцевого самоврядування — Кошарська сільська рада.

## Історія
Колишня німецька колонія Сіяч (Кошари; також Кошляки), до 1917 року — Катеринославська губернія, Слов'яносербський повіт; у радянський період — Ровеньківський та Успенський район. Землі у користуванні німецької громади 1500 десятин.
7 (20) листопада 1917 року, відповідно до Третього Універсалу Української Центральної Ради, увійшло до складу Української Народної Республіки.  

## Населення
За даними перепису 1926 року населення складало 155 — із них 141 німці.
За даними перепису 2001 року населення селища становило 817 осіб, з них 34,39 % зазначили рідною українську мову, 64,26 % — російську, а 1,35 % — іншу.